# Mario Roberto Álvarez
Mario Roberto Álvarez (Buenos Aires, 14 de noviembre de 1913 - ib., 5 de noviembre de 2011) fue un arquitecto argentino de larga trayectoria, considerado uno de los más influyentes de la escuela arquitectónica del Movimiento Moderno internacional en su país. Fiel exponente de los principios del racionalismo, ha desarrollado su labor en una amplia variedad temática: viviendas unifamiliares, edificios de oficinas, sedes bancarias, sanatorios, teatros, laboratorios, galerías comerciales, edificios de propiedad horizontal y proyectos de urbanización. Entre sus obras más destacadas se encuentran el edificio del Teatro General San Martín, la sede social de SOMISA, el edificio IBM y la Torre Le Parc, en la ciudad de Buenos Aires.

## Formación

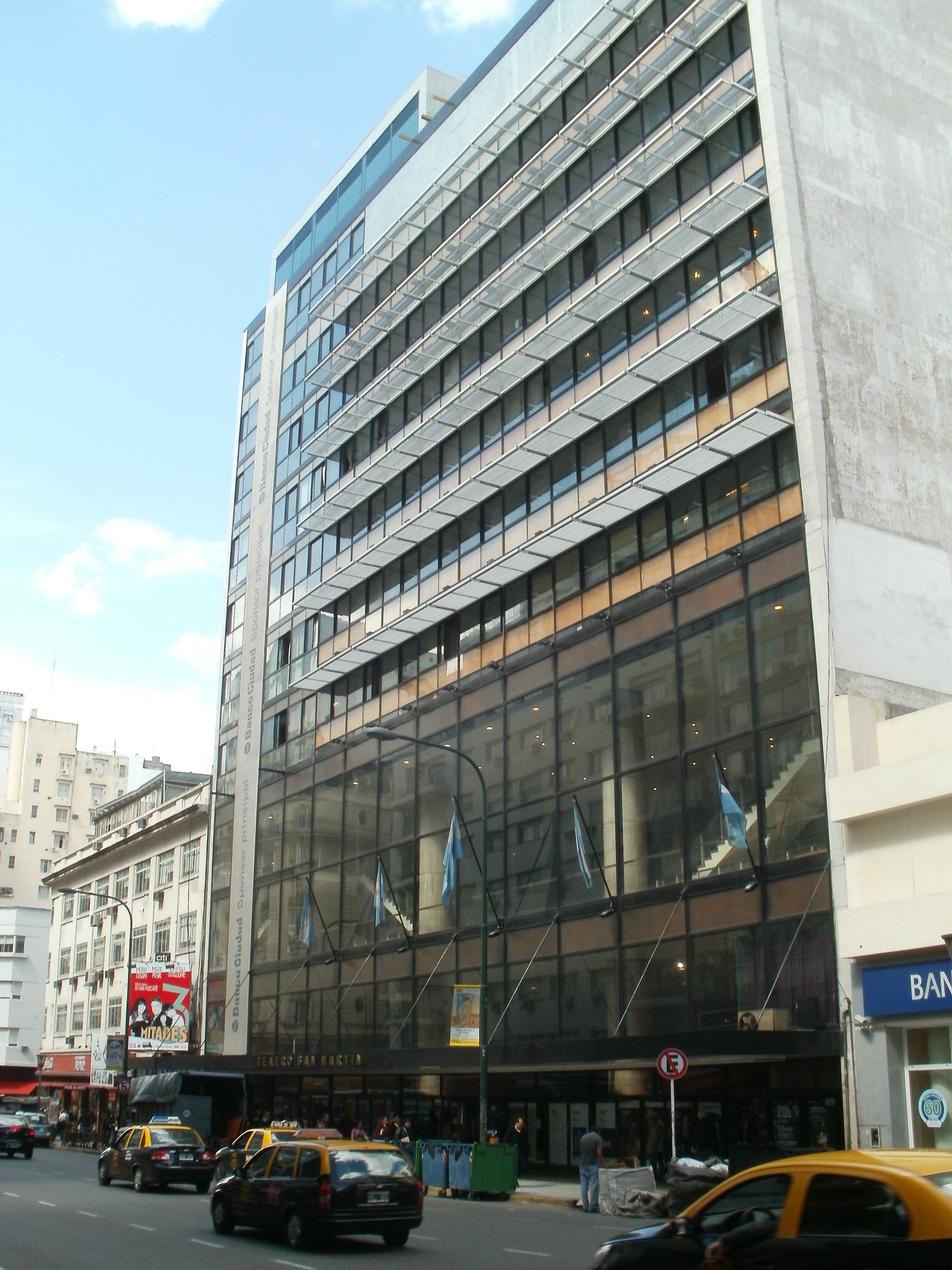
Teatro San Martín, su gran obra (1954).

Mario Roberto Álvarez realizó sus estudios secundarios en el Colegio Nacional de Buenos Aires e inició la carrera de arquitectura en la Universidad de Buenos Aires en 1932, egresando con medalla de oro en 1936, destacándose como un estudiante muy aplicado que llegó a Presidente del Centro de Estudiantes, y que cuestionaba duramente a sus docentes por anteponer sus obligaciones laborales a la docencia.
En 1938 recibió el premio Ader, patrocinado por la Facultad de Ciencias Exactas, Físicas y Naturales de la UBA, de la que dependía la Escuela de Arquitectura. Este reconocimiento -otorgado a los mejores promedios de sus egresados- le posibilitó realizar un viaje por Holanda, Alemania, Francia, Inglaterra, Bélgica e Italia para estudiar la problemática de las viviendas económicas y de los hospitales en dichos países. El viaje se extendió hasta marzo de 1939, y durante su travesía Álvarez realizó una gran cantidad de croquis, bocetos, perspectivas y análisis detallados de todo tipo de edificios, particularmente los modernos, de las ciudades visitadas. Años más tarde, sus cuadernos de viaje serían publicados en un conjunto de libros, reflejando la profundidad y el detalle obsesivo con el cual relevaba las nuevas construcciones, y la calidad de los bocetos retratando escenas callejeras en 115 ciudades distintas. Además, consiguió entrevistarse con importantes arquitectos de la época, como Walter Gropius, Erich Mendelsohn y Albert Speer.

## Crecimiento y consagración

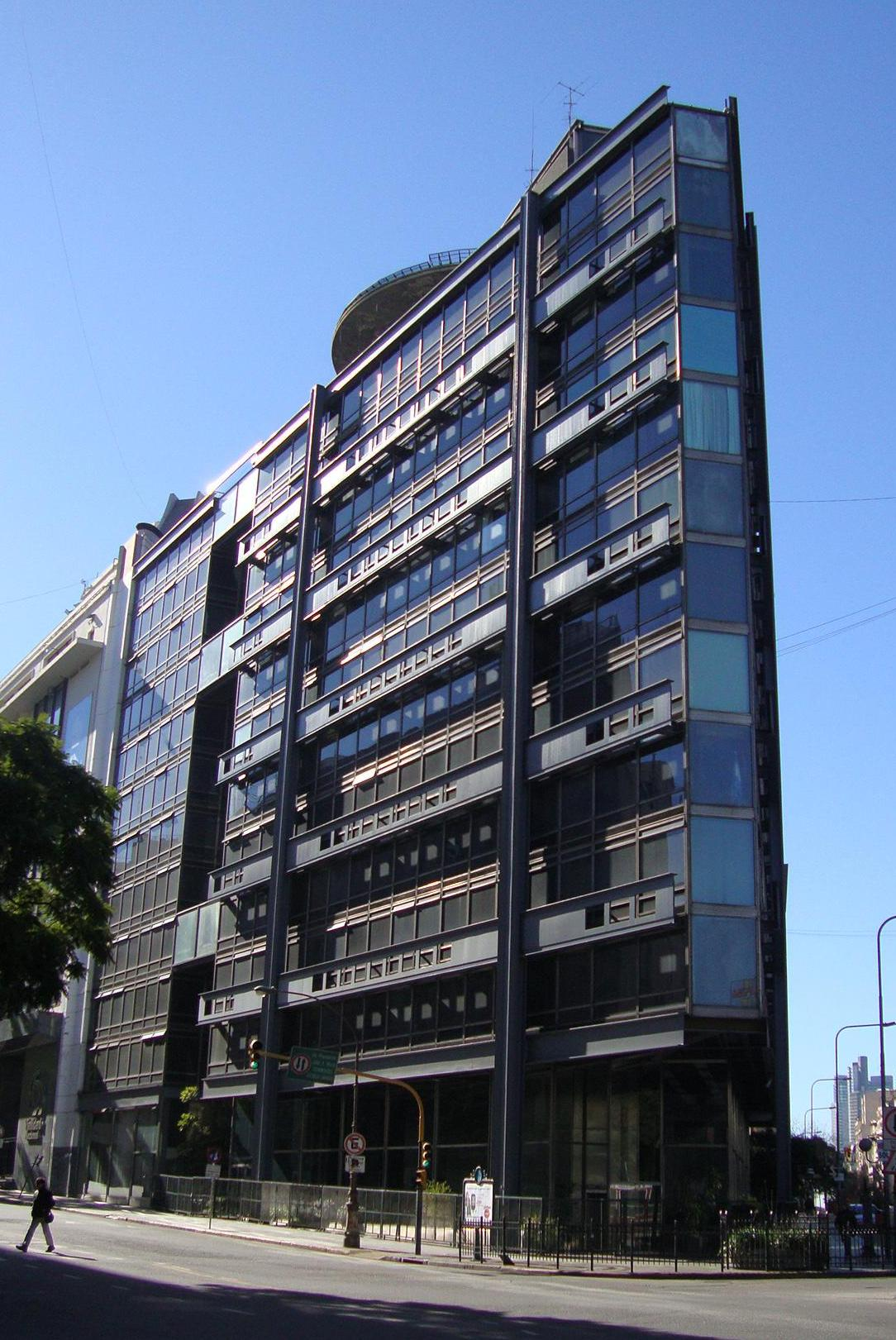
Sede de SOMISA, revolucionaria en el uso total de acero (1966).

Ya desde sus tiempos de estudiante, Mario Roberto Álvarez se sumó rápidamente a las filas del naciente movimiento moderno en la Argentina. Como presidente del Centro de Estudiantes, logró publicar artículos en la Revista de Arquitectura emitida con la Sociedad Central de Arquitectos defendiendo la nueva corriente, e incluso hizo algunas caricaturas burlándose de edificios construidos en esos años con estilos académicos, como el Edificio Libertador, preguntándose para qué necesitaba una mansarda de pizarra si en Buenos Aires no nevaba.
Si bien las primeras intervenciones personales de Álvarez datan de 1939 (edificio de la Corporación Médica del partido de San Martín) no sería hasta 1947 -al asociarse con los arquitectos Leonardo Kopiloff y Eduardo T. Santoro- cuando constituye su propio estudio: Mario Roberto Álvarez y Asociados. Entre 1937 y 1942 fue empleado del Ministerio de Obras Públicas de la Nación, y entre 1942 y 1947 fue director de Arquitectura de la Municipalidad de Avellaneda, realizando allí obras como un asilo de huérfanos, el primer jardín de infantes de la República, un hogar de ancianos, construcciones en el cementerio local o el primer corralón de basura de Lanús.
En 1948, Álvarez trabajó para el nuevo Ministerio de Salud Pública de la Nación, dirigido por el sanitarista Ramón Carrillo, y diseñó dentro de este organismo una serie de Centros Sanitarios de concepción totalmente moderna en ciudades del Noroeste argentino. Dentro del Primer Plan Quinquenal peronista, Álvarez proyectó y construyó los edificios sanitarios de Salta, Catamarca, Jujuy, Tucumán y Corrientes. En 1950 se asocia Víctor Satow y en 1962 Alberto Gentile.

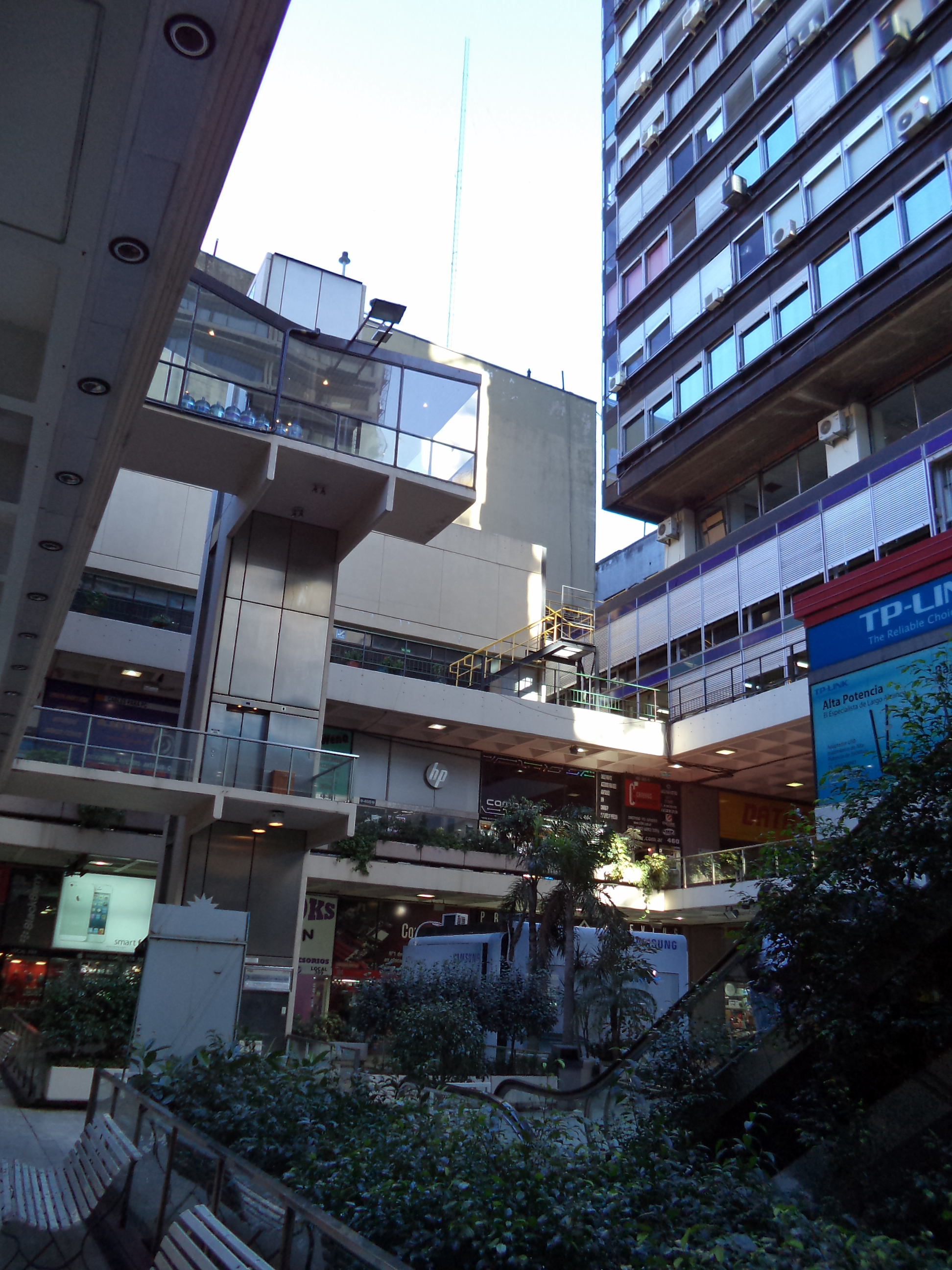
Galería Jardín, con sus pasarelas y escaleras (1976).

En este primer período de juventud y crecimiento, demostró idealismo y coherencia, rechazando encargos que le exigían utilizar estilos académicos que él rechazaba, abandonando su primer empleo en el Estado por no estar de acuerdo con la arquitectura que le pedían, y el segundo por irregularidades en licitaciones públicas. Además, rechazó una oportunidad de matrimonio para poder consolidarse como profesional, presentándose a numerosos concursos y figurando usualmente entre los premiados.
Por otro lado, en sus primeros años trabajó asociado en varias oportunidades con el arquitecto Macedonio Ruiz, con el cual ganó el tercer premio para el concurso del Monumento a la Bandera en Rosario, en 1940. Más tarde, diseñaría el Teatro General San Martín en 1954, y el edificio de departamentos en la esquina de Posadas y Schiaffino, en 1959.

## Madurez
Con su metodología de trabajo, pasión por los detalles y rigurosidad en obra, el estudio de Álvarez y Asociados se destacó rápidamente. La obra del Teatro General San Martín le sirvió para propulsarse a nivel internacional, ya que al día de hoy sigue considerada una de las obras más notables de arquitectura moderna de aquella época.
En la década de 1960, el estudio se consolidó y fortaleció como oficina profesional, construyendo una serie de edificios bancarios, de vivienda y de oficinas en torre, que mostraron la capacidad y el rigor alcanzado para ejecutar obras de gran escala, utilizando siempre un criterio funcionalista y racionalizado, sin apelar a la ornamentación y siempre regidas por la lógica y la técnica. Estructuras de hormigón armado a la vista, fachadas vidriadas y planos de granito o mármol aparecen con elementos característicos de la arquitectura sobria y moderna alcanzada en esta época: la nueva casa matriz para el Bank of America en Buenos Aires, las ampliaciones para el Teatro Colón y el Teatro Cervantes o el Edificio Panedile de departamentos.
Por su enorme trayectoria en la arquitectura recibió 2 Premios Konex, el primero en 1992 y el último, en calidad post mortem, en 2012 y fue nombrado miembro de número de la Academia Nacional de Bellas Artes.

## Obras principales

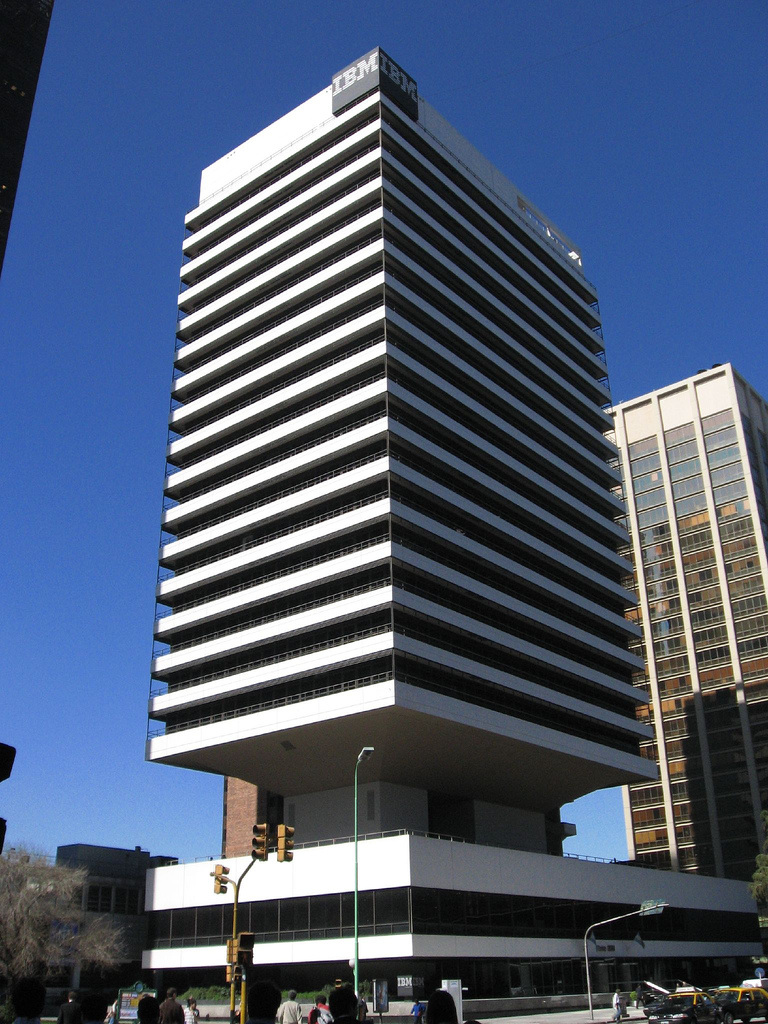
Torre IBM, distintiva por su apoyo único y central (1977).

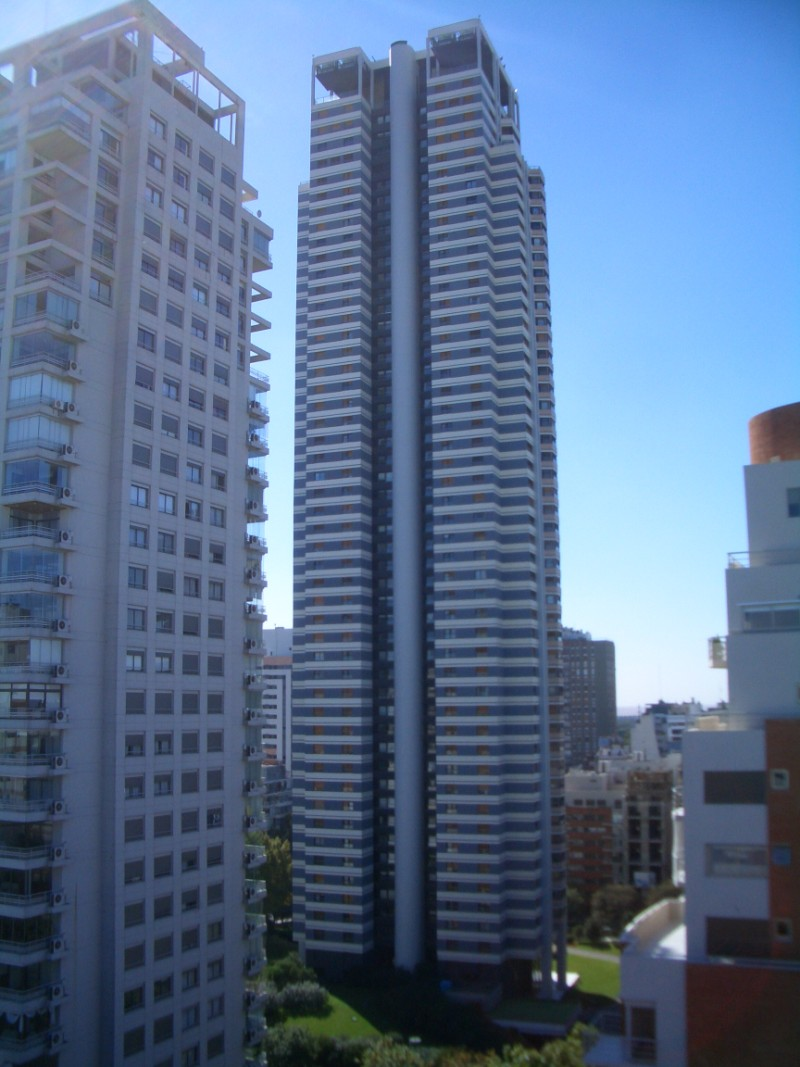
Torre Le Parc, su obra más alta con 157,9 m. (1989).

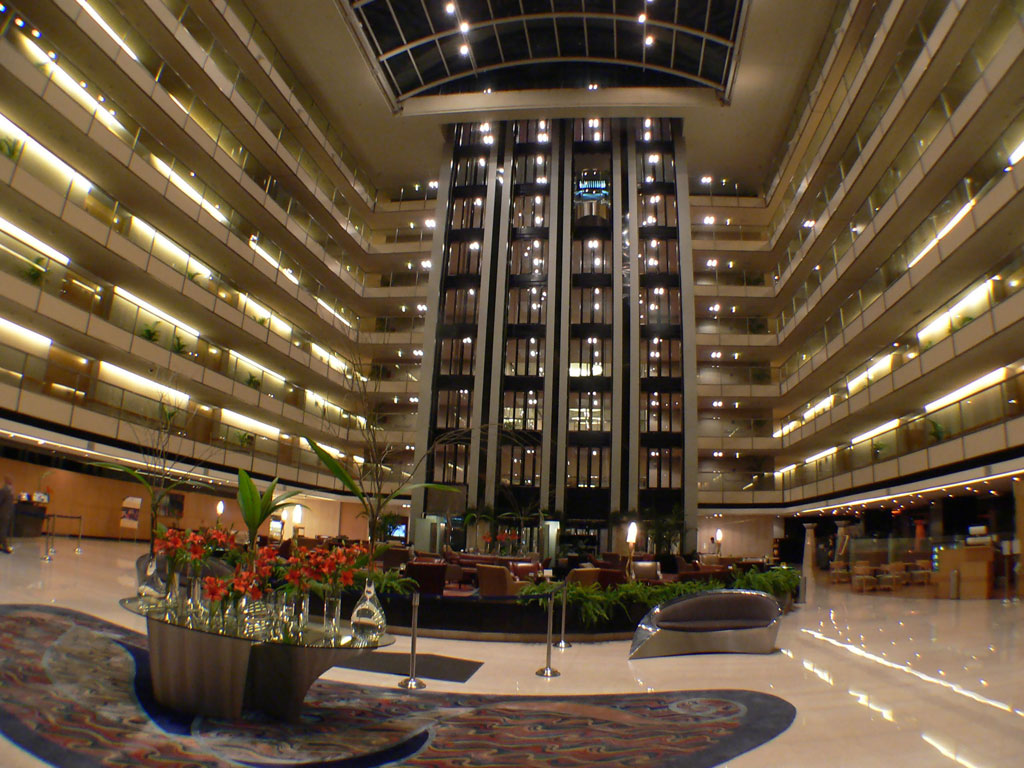
El amplio lobby central del Hilton Buenos Aires (1998).

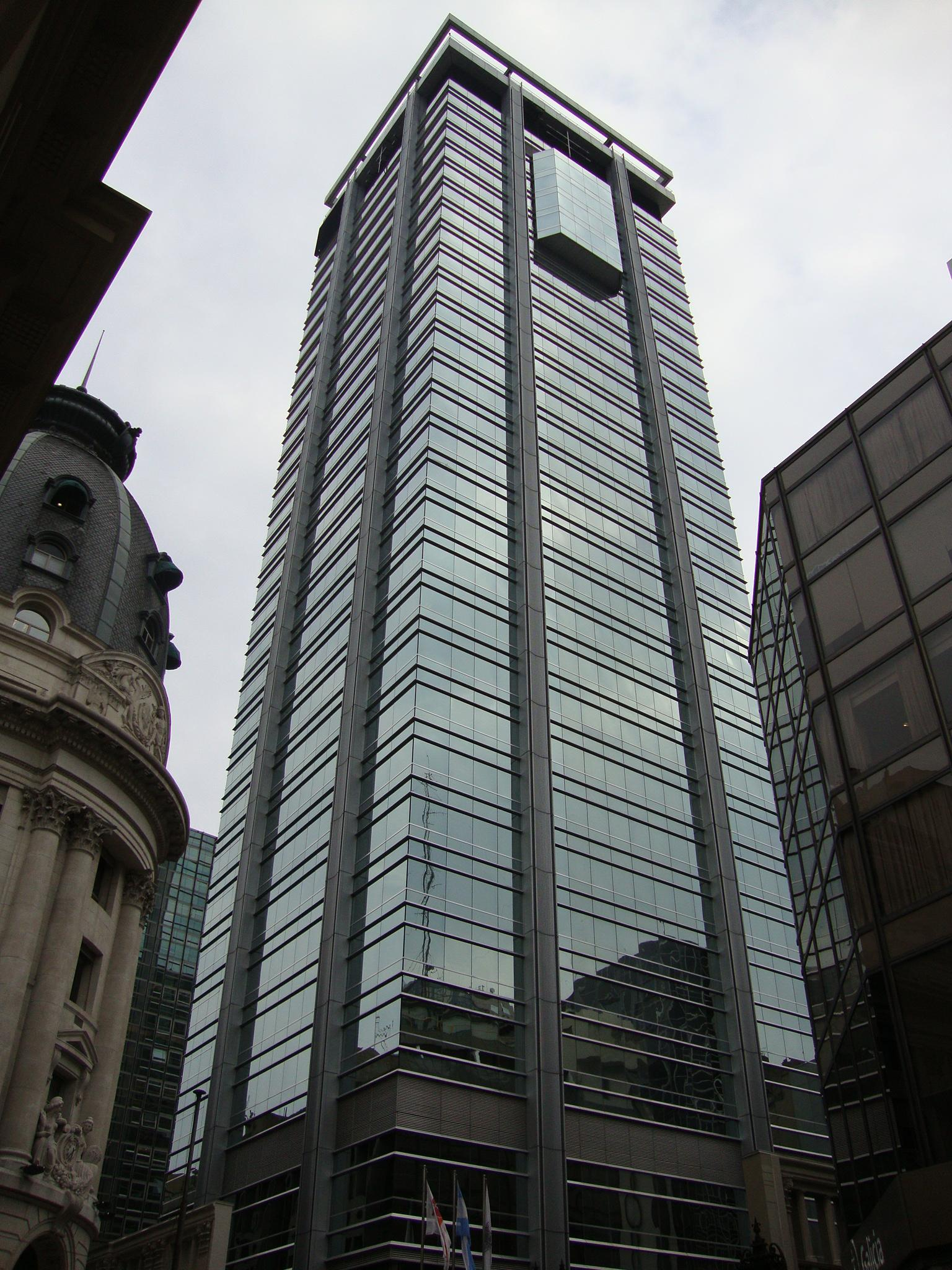
La controvertida Torre Galicia (2001).

- Edificio Gallo 1688. Buenos Aires. 1981-1983
- Edificio Carpe Diem. Av. Libertador 4020, La Lucila, partido de Vicente López.
- Sanatorio de la Corporación Médica de San Martín. San Martín, Buenos Aires. 1937.
- Centros Sanitarios para el Ministerio de Salud Pública. Salta, Catamarca, Jujuy, Tucumán y Corrientes. (1948)
- Anexo Casa Central del Banco Popular Argentino. Buenos Aires. 1960-1968.
- Teatro General San Martín. 1960-1964.
- Bolsa de Cereales de la Ciudad de Buenos Aires. Buenos Aires. 1960.
- Ampliación del Teatro Nacional Cervantes. Buenos Aires. 1961-1969.
- Represa de Salto Grande. Río Uruguay, Entre Ríos. 1962-1972.
- Túnel Subfluvial "Raúl Uranga - Carlos Sylvestre Begnis". Paraná y Santa Fe. 1962-1969.
- Club Hípico Argentino. 1963-1965.
- Edificio Panedile Argentina S.A. Buenos Aires. 1963-1969.
- Sede Central del Bank of America. Buenos Aires. 1963-1965.
- Belgrano Day School. Buenos Aires. 1964-1966.
- INTA Castelar. Castelar, Buenos Aires. 1965-1968.
- Edificio SOMISA. Buenos Aires. 1966-1977.
- Torre Covida. 1966-1969.
- Puente de la Reconquista (Avenida Juan B. Justo sobre el Ferrocarril General San Martín). Buenos Aires. 1966-1967.
- Remodelación del Teatro Colón. Buenos Aires. 1969-1972.
- Sanatorio Güemes. Buenos Aires. 1970-1986.
- Torre Club Alemán. Buenos Aires. 1970-1972.
- Ampliación de la Bolsa de Comercio de Buenos Aires. Buenos Aires. 1971-1977.
- Galería Jardín (incluye Torres Tucumán y Florida). Buenos Aires. 1971-1977.
- Edificio CHACOFI. Buenos Aires. 1974-1980.
- Edificio San Martín 128. Buenos Aires. 1976-1979.
- Edificio Banco Río. Buenos Aires. 1977-1983
- Torre IBM. Buenos Aires. 1978-1983.
- Sanatorio Güemes. Buenos Aires. 1978-1986.
- Edificios Tiburón I y II junto con el Arq. Raúl A. Sichero Bouret. Punta del Este, Uruguay. 1981.
- Casa Espacio junto con el Arq. Raúl A. Sichero Bouret. Punta del Este, Uruguay. 1982-1984.
- Edificio American Express. Buenos Aires. 1985-1988.
- Hotel Costa Galana. Mar del Plata, Buenos Aires. 1986-1996.
- Bolsa de Comercio de Rosario. Rosario, Santa Fe. 1988-1998.
- Art Tower. Buenos Aires. 1989-1991.
- Torres del Libertador. Buenos Aires. 1991-1993.
- Edificio Portofino junto con el Arq. Raúl A. Sichero Bouret. Punta del Este, Uruguay. 1992-1996.
- Torre Le Parc. Buenos Aires. 1992-1996.
- Torre Intercontinental Plaza. Buenos Aires. 1992-1994.
- Edificio República (asociado a Pelli Clark Pelli). Buenos Aires. 1994-1996.
- Urbanización Abril Club de Campo. Hudson, Buenos Aires. 1996.
- Escuela Sefardí Instituto Toratenu. Buenos Aires. 1997.
- Aeropuerto Internacional Ingeniero Ambrosio Taravella. Córdoba. 1998-2002.
- Remodelación del Edificio Eduardo Escasany, Casa Matriz del Banco Galicia. Buenos Aires. 1999.
- Edificio Bouchard 710. Buenos Aires. 2000-2001.
- Hotel Hilton de Puerto Madero. Buenos Aires. 2000.
- Torre San Martín 344. Buenos Aires. 2001.
- Torre Galicia Central. Buenos Aires. 2001-2007.
- Museo Nacional de Bellas Artes (Sede Neuquén). Neuquén. 2004.
- Hotel Hilton de Bariloche. Río Negro. 2008.
- Museo de Esculturas Luis Perlotti. Buenos Aires. 2008.
- Edificio D' Buenos Aires Live and Work. Buenos Aires. 2009.
- Torre Aqualina. Rosario, Santa Fe. 2009.
- Complejo AlRío: torre de oficinas. Vicente López, Argentina. 2010.